# Макартур, Кларк
Кларк Мака́ртур (англ. Clarke MacArthur; 6 апреля 1985, Ллойдминстер, Канада) — профессиональный канадский хоккеист, левый нападающий. В настоящее время игрок «Оттава Сенаторз».

## Игровая карьера
На драфте 2003 года Кларк Макартур был выбран во втором раунде клубом «Баффало Сейбрз».
3 марта 2010 года «Баффало» обменял Макартура в «Атланта Трэшерз» на выбор в третьем и четвёртом раунде драфта 2010 года.
28 августа 2010 года Макартур перешёл в «Торонто Мейпл Лифс» и подписал с клубом контракт на один год. 5 июля 2011 года Макартур продлил контракт с «Торонто» на два года.
28 октября 2012 года Макартур на время локаута подписал контракт с клубом второй немецкой Бундеслиги «ХТК Криммичау».
5 июля 2013 года как неограниченно свободный агент подписал 2-х летний контракт на $ 6,5 млн с «Оттавой Сенаторз». За 2 года сыграл за «Оттаву» 141 матч в регулярном чемпионате, в которых набрал 91 очко (40+51).  В плей-офф 2015 в серии против «Монреаль Канадиенс» (2–4 в серии) сыграл во всех 6 матчах и забросил 2 шайбы. После окончания сезона продлил контракт с «Сенаторс» на 4 года на сумму $ 23,25 млн.
В сезоне 2015/16 Кларк сыграл лишь 4 матча, получив в 4 игре сезона против «Коламбус Блю Джекетс» сотрясение мозга. В тренировочном лагере перед сезоном 2016/17 вновь получил сотрясение мозга, четвертое за 18 месяцев. Из-за последствий от сотрясений Макартур в общей сложности пропустил полтора года и признался, что задумывался о завершении карьеры.
Вернулся на лёд 4 апреля 2017 года в матче против «Детройт Ред Уингз» и сыграл во всех матчах плей-офф 2017. Хоккеист помог «Оттаве» добраться до 7 матча финала Восточной конференции, в котором «Сенаторз» уступили «Питтсбургу» во 2 овертайме со счетом 2:3. В 6-м матче серии первого раунда против «Бостона» забросил решающую шайбу в овертайме и вывел свою команду во 2 раунд.
Осенью 2017 года Кларк не прошел медицинские тесты и не участвовал в тренировочном лагере «Сенаторов». Начиная с сезона 2017/18, не провёл в НХЛ больше ни одного матча, хотя контракт игрока истёк лишь по окончании сезона 2019/20.

## Достижения
- Чемпион WHL 2004
- Победитель Молодёжного чемпионата мира 2005

## Статистика
| Легенда | Легенда                    | Легенда | Легенда                   | Легенда | Легенда    |
| ------- | -------------------------- | ------- | ------------------------- | ------- | ---------- |
| И       | Количество проведённых игр | Штр     | Штрафное время            | +/−     | Плюс-минус |
| Г       | Голы                       | П       | Голевые передачи          | О       | Очки       |
| -       | Статистика неизвестна      | —       | Статистика не учитывалась |         |            |